# 쿠로시마 유이나
쿠로시마 유이나(일본어: 黒島 結菜, 1997년 3월 15일~)는 일본의 여배우, 패션 모델이다. 오키나와현 출신이며, 소니 뮤직 아티스츠 소속이다. 윌컴 오키나와의 이미지 걸 콘테스트에서 《오키나와 미소녀 도감상》을 수상해, 이것을 계기로 연예계에 들어서게 된다.

## 출연

### 영화
- 해바라기~오키나와는 잊지 않아, 그 날의 하늘을~ (2013년, 영화 센터 전국 연락 회의/고고 비주얼 기획)
- 주온-끝의 시작- (2014년, 쇼게이트) - 야요이 역
- 스트롭 에지 (2015년, 토호) - 스기모토 마오 역
- 내일이 되면. (2015년, 유나이티드 엔터테인먼트) - 주연·사사키 미키 역
- 주온 -더 파이널- (2015년, 쇼게이트) - 야요이 역
- 더 크로니클: 뮤턴트의 반격 (2015년, 워너 브라더스 영화) - 미도리 역
- at Home (2015년, 팬텀 필름) - 모리야마 아스카 역
- 유성이 사라지기 전에 (2015년, 아크 엔터테인먼트) - 모토야마 에리 역
- 오케노인! (2016년, 팬텀 필름) - 노노무라 역
- 영화 요괴워치 하늘을 나는 고래와 더블세계의 대모험이다냥! (2016년, 토호) - 에미 짱 역
- 사쿠라다 리셋 (2017년, 쇼게이트) - 주연·하루키 미소라 역
- 퍼레이드 (2024년, 넷플릭스)

### 드라마
- 아오이 호노오 (2014년 7월 ~ 9월, TV 도쿄) - 츠다 히로미 역
- 손자의 이름~오가이 파파의 명명 소동 7일간~ (2014년 7월 23일, NHK BS 프리미엄) - 마리 역
- 17세 (2014년 8월 30일, 후지 TV TWO) - 야마자키 아카리 역
- 미안해 청춘! (2014년 10월 ~ 12월, TBS) - 나카이 타카코 역
- 연속 TV 소설 맛상 제20주 (2015년 2월 16일 ~ 21일, NHK) - 나카무라 히데코 역
- 신·기적의 동물원 아사히야마 동물원 이야기 2015~생명의 배턴~ (2015년 4월 10일, 후지 TV) - 나츠키 아키코 역
- 대하드라마 꽃 타오르다 (2015년, NHK) - 타카스기 마사[2] 역
- 첫 전차가 달렸다 (2015년 8월 10일, NHK 히로시마) - 주연·토요코 역
- 사무라이 선생님 (2015년 10월 ~ 12월, TV 아사히) - 아카기 사치코 역
- 사랑의 산리쿠 (2016년 2월 27일 ~ 3월 12일, NHK) - 나나미 역
- 안녕 드뷔시~피아니스트 탐정 미사키 요스케~ (2016년 3월 18일, 닛폰 TV) - 사나다 하루카 역
- 나이트 히어로 NAOTO (2016년 4월 ~ 6월, TV 도쿄) - 타노우에 시오리 역
- 시간을 달리는 소녀 (2016년 7월 ~ 8월, 닛폰 TV) - 주연·요시야마 미하네 역
- 나츠메 소세키의 아내 (2016년 9월 ~ 10월, NHK) - 야마다 후사코 역

### 무대
- 무지개와 마블 (2015년 8월 22일 ~ 9월 6일, 세타가야 퍼블릭 시어터)

### CM
- 일본 우편 캐논 마케팅 재팬 〈웃는 얼굴, 이어지다. 사진 연하장 프로젝트 2013〉 (2012년)
- 베네세 코포레이션 신켄 제미 고교 강좌 (2013년 11월 ~ )
- NTT docomo
  - LTE (2013년 11월 ~ )
  - 신 요금 플랜 (2014년 5월 ~ )
- 포인트 LOWRYS FARM (2014년 3월 ~ )
- 미즈호 은행 ATM 네트워크 (2014년 3월 ~ )
  - 미즈호 파이낸셜 그룹 기업 (2014년 6월 ~ )
- 쿠라레이 미라바켓소 (2014년 12월 ~ )
- 칼피스 칼피스 워터 (2015년 3월 ~ 2016년 2월)
- 부르봉 푸치 시리즈 (2016년 3월 ~ )

## 서적

### 캘린더
- 쿠로시마 유이나 캘린더 2017 (2016년 10월 29일, 트라이 엑스)